# 天空色的種子
《天空色的種子》為由日本動畫家宮崎駿擔任導演、近藤喜文協助執導的1992年短篇動畫。

## 概要
動畫的創作契機來自為了慶祝日本電視台於1992年開播40週年慶所企劃的作品，動畫內容改編自兒童文學作家中川李枝子及大村百合子所繪製的同名童書《天空色的種子》，其為宮崎駿個人所喜愛的繪本書籍。
此為吉卜力工作室創辦來首次製作的短篇動畫，其作品一以分成3個章節、每個章節約30秒長度放送。
劇中的音樂由隔年在吉卜力電視動畫《海潮之聲》裡擔任配樂的永田茂負責，此亦為動畫家近藤喜文首次擔任動畫中編導演出一職的作品。

## 劇情簡介
一名狐狸在草原上散步時，看到一位男孩玩著一架有趣的玩具飛機。之後那名狐狸便拿自己身上的一粒種子與小男孩的飛機交換。
拿到種子的小男孩將種子放在土裡栽種後，那顆種子逐漸成變成一間美麗的大房子。之後小男孩與許多人類及動物朋友們便一起在種子變成大房子玩。
之後看到種子變成美麗大房子的狐狸，便吃味地將飛機還給小男孩並趕走房子裡的其他動物、人們，想要自己獨自擁有大房子。

## 製作人員
- 原作：中川李枝子（著作）、大村百合子（繪圖）
- 原作出版：福音館書店
- 導演：宮崎駿
- 演出、分鏡圖：近藤喜文
- 角色人物色彩設定：保田道世
- 音樂：永田茂
- 企劃、製作：日本電視台
- 製作動畫室：吉卜力工作室